# Pascal Wehrlein
Pascal Wehrlein, nemški dirkač, * 18. oktober 1994, Sigmaringen, Nemčija.
Wehrlein je med letoma 2013 in 2015 nastopal v nemškem prvenstvu turnih avtomobilov DTM. V svoji prvi sezoni je na desetih dirkah trikrat dosegel deseto mesto in s tem osvojil tri točke. V naslednji sezoni se je na desetih dirkah petkrat uvrstil med dobitnike točk in na osmi dirki sezone na dirkališču EuroSpeedway Lausitz dosegel svojo prvo zmago. V sezoni 2015 je postal prvak DTM-a. Tega leta se je na osemnajstih dirkah petnajstkrat uvrstil med dobitnike točk, dosegel dve zmagi in še tri uvrstitve na stopničke. Obenem je bil v sezonah 2014, 2015 in 2016 tudi testni dirkač pri moštvu Formule 1 Mercedes GP. Z moštvom MRT je v sezoni 2016 debitiral v Formuli 1 in osvojil devetnajsto mesto v dirkaškem prvenstvu z eno točko, ki jo je osvojil na dirki za Veliko nagrado Avstrije.
V sezoni 2017 je Wehrlein nastopal pri moštvu Sauber. Zaradi poškodbe je debitiral šele na tretji dirki sezone za Veliko nagrado Bahrajna. Prve točke si je privozil v svojem tretjem nastopu, ko se je na dirki za Veliko nagrado Španije uvrstil na osmo mesto. Do konca sezone je dosegel še eno uvrstitev med dobitnike točk, ko je dirko za Veliko nagrado Azerbajdžana končal na desetem mestu. Po koncu sezone ga je pri moštvu Sauber nadomestil Charles Leclerc. Wehrlein se je nato leta 2018 vrnil k dirkanju v DTM-u, od leta 2019 pa nastopa v Formuli E.

## Rezultati Formule 1
(legenda) (odebeljene dirke pomenijo najboljši štartni položaj, poševne pa najhitrejši krog, †-uvrščen kljub odstopu)
| Leto | Moštvo           | Šasija      | Motor                           | 1      | 2      | 3      | 4      | 5      | 6       | 7      | 8      | 9      | 10     | 11     | 12      | 13      | 14      | 15     | 16     | 17      | 18     | 19      | 20     | 21     | Prv | Toč |
| ---- | ---------------- | ----------- | ------------------------------- | ------ | ------ | ------ | ------ | ------ | ------- | ------ | ------ | ------ | ------ | ------ | ------- | ------- | ------- | ------ | ------ | ------- | ------ | ------- | ------ | ------ | --- | --- |
| 2016 | Manor Racing MRT | Manor MRT05 | Mercedes PU106C Hybrid 1.6 V6 t | AVS 16 | BAH 13 | KIT 18 | RUS 18 | ŠPA 16 | MON 14  | KAN 17 | EU Ret | AVT 10 | VB Ret | MAD 19 | NEM 17  | BEL Ret | ITA Ret | SIN 16 | MAL 15 | JAP 22  | ZDA 17 | MEH Ret | BRA 15 | ABU 14 | 19. | 1   |
| 2017 | Sauber F1 Team   | Sauber C36  | Ferrari 061 1.6 V6 t            | AVS WD | KIT    | BAH 11 | RUS 16 | ŠPA 8  | MON Ret | KAN 15 | AZE 10 | AVT 14 | VB 17  | MAD 15 | BEL Ret | ITA 16  | SIN 12  | MAL 17 | JAP 15 | ZDA Ret | MEH 14 | BRA 14  | ABU 14 |        | 18. | 5   |